# Ronde van Italië 2020/Achttiende etappe
De achttiende etappe van de Ronde van Italië 2020 werd verreden op 22 oktober tussen Pinzolo en Laghi di Cancano. 
| Pinzolo – Laghi di Cancano (207,0 km) |                     |                       |          |
| Plaats                                | Naam                | Ploeg                 | Tijd     |
| 1                                     | Jai Hindley         | Team Sunweb           | 6u03'03" |
| 2                                     | Tao Geoghegan Hart  | Team INEOS Grenadiers | z.t.     |
| 3                                     | Peio Bilbao         | Bahrain McLaren       | + 46"    |
| 4                                     | Jakob Fuglsang      | Astana Pro Team       | + 1'25"  |
| 5                                     | Wilco Kelderman     | Team Sunweb           | + 2'18"  |
| 6                                     | Patrick Konrad      | BORA-hansgrohe        | + 4'04"  |
| 7                                     | João Almeida        | Deceuninck–Quick-Step | + 4'51"  |
| 8                                     | Vincenzo Nibali     | Trek-Segafredo        | z.t.     |
| 9                                     | Hermann Pernsteiner | Bahrain McLaren       | z.t.     |
| 10                                    | Fausto Masnada      | Deceuninck–Quick-Step | z.t.     |
|                                       |                     |                       |          |
| 24                                    | Sander Armée        | Deceuninck–Quick-Step | + 24'15" |

| Algemeen klassement |                     |                       |            |
| Plaats              | Naam                | Ploeg                 | Tijd       |
| Roze trui           | Wilco Kelderman     | Team Sunweb           | 77u46'56"  |
| 2                   | Jai Hindley         | Team Sunweb           | + 12"      |
| 3                   | Tao Geoghegan Hart  | Team INEOS Grenadiers | + 15"      |
| 4                   | Peio Bilbao         | Bahrain McLaren       | + 1'19"    |
| 5                   | João Almeida        | Deceuninck–Quick-Step | + 2'16"    |
| 6                   | Jakob Fuglsang      | Astana Pro Team       | + 3'59"    |
| 7                   | Patrick Konrad      | BORA-hansgrohe        | + 5'40"    |
| 8                   | Vincenzo Nibali     | Trek-Segafredo        | + 5'47"    |
| 9                   | Fausto Masnada      | Deceuninck–Quick-Step | + 6'46"    |
| 10                  | Hermann Pernsteiner | Bahrain McLaren       | + 7'43"    |
|                     |                     |                       |            |
| 28                  | Pieter Serry        | Deceuninck–Quick-Step | + 1u27'38" |

## Opgaves
- Manuele Boaro (Astana Pro Team): Afgestapt tijdens de etappe
- Giovanni Visconti (Vini Zabù-KTM): Niet gestart vanwege een knieblessure

1e etappe ·
2e etappe ·
3e etappe ·
4e etappe ·
5e etappe ·
6e etappe ·
7e etappe ·
8e etappe ·
9e etappe ·
10e etappe ·
11e etappe ·
12e etappe ·
13e etappe ·
14e etappe ·
15e etappe ·
16e etappe ·
17e etappe ·
18e etappe ·
19e etappe ·
20e etappe ·
21e etappe
Startlijst · Eindstanden · Afbeeldingen